# Flos artegal
Flos artegal är en fjärilsart som beskrevs av William Doherty 1889. Flos artegal ingår i släktet Flos och familjen juvelvingar. Inga underarter finns listade i Catalogue of Life.